# Joe Gomez
Joseph David Gomez (Catford, Inglaterra, 23 de mayo de 1997), más conocido como Joe Gomez, es un futbolista británico que juega como defensa en el Liverpool F. C. de la Premier League de Inglaterra. Es internacional con la selección de fútbol de Inglaterra.

## Trayectoria

### Charlton Athletic Football Club
Joe Gomez llegó a la academia del Charlton Athletic en 2007, con apenas diez años. Debutó como profesional el 12 de agosto de 2014 en la Copa de la Liga, se enfrentó a Colchester United, a pesar de ser su primer encuentro jugó todo el partido como lateral derecho y ganaron 4 a 0. En octubre firmó un nuevo contrato que le ligaba al club hasta 2017.
En su primera campaña como profesional disputó 21 partidos de Championship, dos partidos de Copa de la Liga y uno de FA Cup.

### Liverpool Football Club
El 20 de junio de 2015 se confirmó su llegada al club de Anfield para jugar a partir de la temporada 2015-16. Su fichaje costó unos 5 millones de euros. Debutó en la Premier League como lateral izquierdo, el 9 de agosto, en una victoria por 0 a 1 ante el Stoke City. Joe dio la asistencia de gol a Coutinho en el minuto 86. El 12 de octubre sufrió una rotura del ligamento cruzado de la rodilla derecha. El 8 de enero de 2017, más de un año después, volvió a jugar un partido con el Liverpool correspondiente a la tercera ronda de la FA Cup ante el Plymouth.
De cara a la temporada 2017-18, ya plenamente recuperado, se le empezó a ver actuar en el puesto de lateral derecho ya que Clyne había caído lesionado en verano. Joe compartió el puesto de lateral derecho con Alexander-Arnold, a pesar de que su posición natural fuera la de central. En mayo se anunció que el jugador debería pasar por el quirófano para solucionar unos problemas en el tobillo, lo que le hizo perderse la final de la Liga de Campeones ante el Real Madrid.
Para la temporada 2018-19, Klopp empezó a utilizar a Gomez en la línea de centrales junto a Van Dijk.

## Selección nacional
Ha sido internacional con la selección de Inglaterra en las categorías sub-16, sub-17, sub-19 y sub-21. Fue parte del plantel que logró el Campeonato Europeo Sub-17 en 2014, siendo incluido en el equipo ideal del torneo.
El 10 de noviembre debutó con la selección inglesa en un amistoso ante Alemania cuando salió en sustitución del lesionado Phil Jones. El 14 de noviembre jugó por primera vez como titular en un amistoso ante Brasil. Su actuación fue premiada con el MVP del partido por su brillante actuación defensiva ante rivales como Neymar o Coutinho.

### Participaciones en categorías inferiores
| Competición                                   | Sede      | Resultado   | Partidos | Goles |
| --------------------------------------------- | --------- | ----------- | -------- | ----- |
| Campeonato Europeo Sub-17 de la UEFA 2013     | Eslovenia | Ronda Élite | 3        | 0     |
| Campeonato Europeo Sub-17 de la UEFA 2014     | Malta     | Campeón     | 10       | 0     |
| Campeonato Europeo de la UEFA Sub-19 2015     | Grecia    | Ronda Élite | 3        | 0     |
| Clasificación para la Eurocopa Sub-21 de 2017 | Sin sede  | Semifinal   | 2        | 0     |

### Participaciones en Eurocopas
| Copa          | Sede     | Resultado  | Partidos | Goles |
| ------------- | -------- | ---------- | -------- | ----- |
| Eurocopa 2024 | Alemania | Subcampeón | 0        | 0     |

## Estadísticas

### Clubes
Actualizado al 15 de agosto de 2025.
| Club                               | Div.          | Temporada     | Liga  | Liga  | Copas nacionales | Copas nacionales | Copas internacionales | Copas internacionales | Total | Total |
| Club                               | Div.          | Temporada     | Part. | Goles | Part.            | Goles            | Part.                 | Goles                 | Part. | Goles |
| ---------------------------------- | ------------- | ------------- | ----- | ----- | ---------------- | ---------------- | --------------------- | --------------------- | ----- | ----- |
| Charlton Athletic F. C. Inglaterra | 2.ª           | 2014-15       | 21    | 0     | 3                | 0                | —                     | —                     | 24    | 0     |
| Charlton Athletic F. C. Inglaterra | Total club    | Total club    | 21    | 0     | 3                | 0                | 0                     | 0                     | 24    | 0     |
| Liverpool F. C. Inglaterra         | 1.ª           | 2015-16       | 5     | 0     | 0                | 0                | 2                     | 0                     | 7     | 0     |
| Liverpool F. C. Inglaterra         | 1.ª           | 2016-17       | 0     | 0     | 3                | 0                | —                     | —                     | 3     | 0     |
| Liverpool F. C. Inglaterra         | 1.ª           | 2017-18       | 23    | 0     | 2                | 0                | 6                     | 0                     | 31    | 0     |
| Liverpool F. C. Inglaterra         | 1.ª           | 2018-19       | 16    | 0     | 0                | 0                | 9                     | 0                     | 25    | 0     |
| Liverpool F. C. Inglaterra         | 1.ª           | 2019-20       | 28    | 0     | 5                | 0                | 10                    | 0                     | 43    | 0     |
| Liverpool F. C. Inglaterra         | 1.ª           | 2020-21       | 7     | 0     | 2                | 0                | 3                     | 0                     | 12    | 0     |
| Liverpool F. C. Inglaterra         | 1.ª           | 2021-22       | 8     | 0     | 6                | 0                | 7                     | 0                     | 21    | 0     |
| Liverpool F. C. Inglaterra         | 1.ª           | 2022-23       | 21    | 0     | 5                | 0                | 5                     | 0                     | 31    | 0     |
| Liverpool F. C. Inglaterra         | 1.ª           | 2023-24       | 32    | 0     | 9                | 0                | 10                    | 0                     | 51    | 0     |
| Liverpool F. C. Inglaterra         | 1.ª           | 2024-25       | 9     | 0     | 4                | 0                | 4                     | 0                     | 17    | 0     |
| Liverpool F. C. Inglaterra         | 1.ª           | 2025-26       | 1     | 0     | 0                | 0                | 0                     | 0                     | 1     | 0     |
| Liverpool F. C. Inglaterra         | Total club    | Total club    | 150   | 0     | 36               | 0                | 56                    | 0                     | 242   | 0     |
| Total carrera                      | Total carrera | Total carrera | 171   | 0     | 39               | 0                | 56                    | 0                     | 266   | 0     |

## Palmarés

### Títulos nacionales
| Título           | Club            | País       | Año  |
| ---------------- | --------------- | ---------- | ---- |
| Premier League   | Liverpool F. C. | Inglaterra | 2020 |
| Copa de la Liga  | Liverpool F. C. | Inglaterra | 2022 |
| FA Cup           | Liverpool F. C. | Inglaterra | 2022 |
| Community Shield | Liverpool F. C. | Inglaterra | 2022 |
| Copa de la Liga  | Liverpool F. C. | Inglaterra | 2024 |
| Premier League   | Liverpool F. C. | Inglaterra | 2025 |

### Títulos internacionales
| Título                                 | Club (*)                | Sede     | Año  |
| -------------------------------------- | ----------------------- | -------- | ---- |
| Campeonato de Europa Sub-17 de la UEFA | Selección de Inglaterra | Malta    | 2014 |
| Liga de Campeones de la UEFA           | Liverpool F. C.         | Madrid   | 2019 |
| Supercopa de Europa                    | Liverpool F. C.         | Estambul | 2019 |
| Copa Mundial de Clubes                 | Liverpool F. C.         | Catar    | 2019 |

(*) Incluyendo la selección.

### Distinciones individuales
| Distinción                                                                | Año  |
| ------------------------------------------------------------------------- | ---- |
| Equipo ideal del Campeonato de Europa Sub-17 de la UEFA                   | 2014 |
| Parte de los 50 mejores futbolistas sub-18 del mundo según medio Goal.com | 2016 |